# Kitty Kahane
Kitty Kahane (* 14. Oktober 1960 in Ost-Berlin) ist eine deutsche Buchillustratorin, Designerin und Malerin.

## Leben
Nach einem Praktikum an der Porzellanmanufaktur zu Meißen und einer dreijährigen Berufstätigkeit als Buchgestalterin studierte sie an der Kunsthochschule Berlin-Weißensee. Sie wirkt freiberuflich als Buchillustratorin, Designerin und Malerin. Kahane arbeitet für zahlreiche Verlage, für die sie Bücher und andere Printprodukte gestaltet oder illustriert. Als Produktdesignerin gestaltet sie für Hersteller wie Rosenthal, Berendsohn, Volkswagen oder Koziol Porzellan, Textilien und andere Objekte. 2012 gestaltete sie die Briefmarke anlässlich 100 Jahre Domowina Bund der Lausitzer Sorben und 2013 eine Briefmarke zum 50-jährigen Bestehen des Wettbewerbes „Jugend musiziert“.

## Ausstellungen
- 1989 „Kunststudenten aus der DDR stellen sich vor“, Paris, Frankreich
- 1990 „Fernsehgrafik“, Berlin, Galerie am Lützowplatz, Deutschland
- 1994 Ausstellung im Einrichtungshaus „Casa“, München, Deutschland
- 1995 Ausstellung im Rosenthal Studio-Haus Berlin, Berlin, Deutschland
- 1995 Ausstellung im Einrichtungshaus „Tapis Hertz“, Luxemburg, Luxemburg
- 1995 Ausstellung im Einrichtungshaus „Mobitare“, Schweiz
- 1996 Ausstellungen in den Rosenthal Studio-Häusern Frankfurt, Hannover, Essen, Deutschland
- 1996 Graphis shopping bag
- 1997 Ausstellung in der Securitas Galerie, Bremen, Deutschland
- 2001 Ausstellung und Buchpremiere „Zweierkisten“ in der Kulturbrauerei Berlin
- 2001 Buchpremiere Meyers Großes Taschenlexikon auf der Frankfurter Buchmesse
- 2002 Ausstellung bei Leuenhagen & Paris, Hannover
- 2002 Sonderausstellung auf der Frankfurter Messe „Tendence“
- 2002 Ausstellungen in den Rosenthal Studio-Häusern Berlin, Köln, Frankfurt, weitere Ausstellungen in Hannover, Wetzlar, Celle
- 2003 Ausstellung in der Galerie Richter, Berlin
- 2005 Ausstellung „Die fünf Sinne“ in der Galerie am Amalienpark, Berlin
- 2005 Ausstellung in der Galerie Halbach, Celle
- 2007 Ausstellung Galerie der Amadeu Antonio Stiftung
- 2008 Galerie der Büchergilde Gutenberg, Mainz
- 2008 Porträtserie von WissenschaftlerInnen für Räume im Harnack-Haus der Max-Planck-Gesellschaft
- 2008 Bilderserie für AirPlus (Lufthansa)

## Preise
- 1987 Preis beim Illustrationswettbewerb der DDR-Kunsthochschulen, DDR
- 1997 1. Preis für Illustration „Bester Geschäftsbericht“, (Harpen AG) im manager magazin 10/97
- 1998 Auszeichnung des Art Directors Club (ADC) für die Illustrationen zum Geschäftsbericht der Harpen AG
- 1998 Diplom der „Type Berlin“ in Zürich für die besten Illustrationen eines Geschäftsberichtes (Deutsche Ausgleichsbank)
- 1999 Auszeichnung der „Type Berlin“ in Wien für die besten Illustrationen eines Geschäftsberichtes (Deutsche Ausgleichsbank)
- 2000 Auszeichnung für die Illustrationen des Kochbuches „Kitty Kahane’s Funny Fish Food“ durch den Art Directors Club in Berlin
- 2000 Auszeichnung als „Eines der schönsten Bücher des Jahres“ der Stiftung Buchkunst
- 2000 Bronzemedaille der „Type Berlin“ in Frankfurt/Main für die besten Illustrationen eines Geschäftsberichtes (Deutsche Ausgleichsbank)
- 2001 Preisträgerin des Deutschen Designer Clubs (DDC) für „Meyers Großes Taschenlexikon“

## Veröffentlichungen (Auswahl)
- Harald Schultes, Kitty Kahane, Kitty Kahanes Funny Fish Food, Mary Hahn Verlag, München, 1999, ISBN 978-3872874733
- Meike Winnemuth, Peter Praschl, Kitty Kahane, Zweierkisten. Ein Tatsachenbericht über das Leben als Paar, Ars Edition, 2001, ISBN 978-3760718675
- Iris Prael, Das Grauen kam am Heiligabend. Geschichten zum Fest, Sauerländer, Düsseldorf, 2005, ISBN 978-3794170388
- Martin Bertelsen, Kitty Kahane, Mit ihrem Einrad kommt Carlotta richtig rum, Lappan Verlag, Oldenburg, 2009, ISBN 978-3830311423
- Kitty Kahane, Brit Hartmann, Kittys Berlin-Kochbuch, Jacoby & Stuart, Berlin, 2009, ISBN 978-3-941087-74-3
- Wladimir Kaminer, Kitty Kahane, Das Leben ist kein Joghurt, Hansisches Druck- und Verlagshaus, Frankfurt/Main, 2010, ISBN 978-3869210254
- Claudia Kleinert, Anne Buhrfeind, Kitty Kahane, Auf der Arche ist der Jaguar Vegetarier, Hansisches Druck- und Verlagshaus, Frankfurt/Main, 2010, ISBN 978-3869210476
- Kitty Kahane, Manni Bananenflanke, ich Kopf, Tor!: Ein Memo-Legespiel mit wichtigen und witzigen Fußballweisheiten, Edition Büchergilde, Frankfurt am Main, 2010
- Kitty Kahane, Brit Hartmann, Berliner Typen: Mit Bildern und wahren Geschichten, Nicolai Verlag, Berlin 2010, ISBN 978-3-89479-588-7.
- Alexander Lahl, Tim Köhler & Max Mönch: 17. Juni – Die Geschichte von Armin & Eva, Gezeichnet von Kitta Kahane, Metrolit Verlag, Berlin 2013, ISBN 978-3-8493-0080-7.
- Ingolf Kern und Jutta Stein: Wer wohnt in weißen Würfeln?, gezeichnet von Kitty Kahane. Seemann Verlag, Leipzig 2016, ISBN 978-3-86502-385-8.